# Dialektyzacja
Dialektyzacja, gwaryzacja – stylizacja polegająca na wprowadzeniu do utworu literackiego (całości lub jego części) słownictwa, zwrotów, form gramatycznych pochodzących z określonego dialektu ludowego, tzw. dialektyzmów. Dialektyzacja jest świadomym zabiegiem literackim służącym odtworzeniu lokalnego kolorytu, charakterystyce środowiska lub poszczególnych bohaterów, np. Chłopi W. Reymonta, Na Skalnym Podhalu K. Przerwy Tetmajera.
Jest również zaliczana do środków stylistycznych.